# Fernando Horácio Ávalos
Fernando Horácio Ávalos (Posadas, 31 de Março de 1978) é um futebolista argentino, que joga habitualmente a defesa.
Já actuou em vários campeonatos. No início de 2009 rescindiu com o MSV Duisburg e assinou pelo Clube de Futebol Os Belenenses.
No início da época 2009/2010 foi anunciada a sua contratação pelo Nea Salamis, do campeonato cipriota.